# 紐伯里公園 (加利福尼亞州)
紐伯里公園（英語：Newbury Park）是位於美國加利福尼亞州文圖拉縣的一個非建制地區。該地的面積和人口皆未知。

## 地理
紐伯里公園的座標為34°11′03″N 118°54′35″W / 34.18417°N 118.90972°W，而該地的平均海拔高度為862米（即2828英尺）。